# Zoé Valdés
Zoé Valdés (Havana, 2 de maio de 1959) é uma escritora cubana.
Estudou no Instituto Superior Pedagógico Enrique José Varona, mas abandonou os estudos antes de terminar. Depois estudou na  Faculdade de Teologia da Universidade de Havana até ao segundo ano, mas também não o terminou. De 1984 a 1988 fez parte da  Delegação de Cuba na UNESCO em Paris, e da Oficina Cultural da Missão de Cuba em Paris. Mais tarde trabalhou como subdirectora da revista Cine Cubano de 1990 até 1995, ano em que abandonou a sua ilha natal para se radicar em Paris, onde vive atualmente com o seu terceiro esposo e filha.

## Compromisso político
Ela mostra nas redes sociais seu apoio ao partido espanhol Vox, que é geralmente classificado como de extrema-direita.
Em 2020, ela é signatária do apelo lançado por Santiago Abascal, líder da Vox, para combater o comunismo no mundo. O apelo também é entendido como um primeiro passo para a criação de uma internacional radical de direita para travar uma "batalha cultural contra a esquerda".

## Prémios
- 1982 - Prémio de Poesía Roque Dalton y Jaime Suárez Quemain.
- 1995 - Prémio de Novela Breve Juan March Cencillo.
- 1996 - Finalista do Premio Planeta.
- 1997 - Prémio LiberaturPreis para La nada cotidiana.
- 1999 - Chevalier des Arts et des Lettres.
- 2004 - Prémio de Novela Ciudad de Torrevieja com La eternidad del instante.

## Obras publicadas
- 2007 La cazadora de astros (novela), Editorial Plaza & Janés, Barcelona, España
- 2006 Bailar con la vida (novela), Editorial Planeta,Barcelona, España
- 2004 La eternidad del instante (novela), Editorial Plaza & Janés, Barcelona, España
- 2003 Lobas de mar (novela), Editorial Planeta, Barcelona, España. Em Português Lobas do mar: romance.
- 2001 Milagro en Miami (novela), Editorial Planeta, Barcelona, España. Em português Milagre em Miami.
- 2000 El pie de mi padre (novela), Editorial Gallimard, Francia
- 1999 Querido primer novio (novela), Editorial Planeta, Barcelona, España. Em Português

Querido primeiro amor : uma história proscrita de amor e natureza
- 1999 Los aretes de la luna (livro para crianças), Everest, León, España
- 1999 Cuerdas para el lince (poesia), Lumen, Barcelona, España
- 1998 Traficantes de belleza (contos), Editorial Planeta, Barcelona, España
- 1997 Café Nostalgia (novela), Editorial Planeta, Barcelona
- 1997 Los poemas de la Habana (poesia), Editorial Antoine Soriano. Em português Os mistérios de Havana.
- 1996 Te di la vida entera (novela), Editorial Planeta. Em Português Dei-te a minha vida.
- 1996 Cólera de ángeles (novela), Ediciones Textuel
- 1996 Vagón para fumadores (poesia), Lumen
- 1995 La nada cotidiana (novela), Editorial Actes-Sud, París. Em português O nada quotidiano.
- 1995 La hija del embajador (novela), Ediciones Bitzoc
- 1993 Sangre azul (novela), Editorial Letras Cubanas, Habana
- 1986 Todo para una sombra (poesia), Editorial Taifa
- 1986 Respuestas para vivir (poesia), Editorial Letras Cubanas, Habana, Cuba

1. ↑  «La barriobajera pelea en Twitter entre las escritoras Lucía Etxebarría y Zoé Valdés a cuenta de VOX». abc (em espanhol). 1 de julho de 2019
2. ↑  «La carta de Abascal para "frenar el avance comunista" que firman 50 líderes mundiales». www.elconfidencial.com (em inglês). 26 de outubro de 2020